# 誘拐犯
『誘拐犯』（ゆうかいはん、The Way of the Gun）は、2000年のアメリカのアクション映画。

## ストーリー
流れ者の二人組、ロングボーとパーカーは日銭を稼ぐ為の病院で、巨額な報酬で雇われ護衛までつけた「代理母」の存在を耳にする。そんな大金を支払っているのだから、その赤ん坊にはさぞ巨額な身代金を払うだろう、と臨月間近の妊婦の誘拐を計画する。
問題の代理母、ロビンが産婦人科へ通院してくるのを待ち伏せ、誘拐を決行するロングボーとパーカー。誘拐にこそ成功したものの、ロビンが身ごもっているのは裏社会の大物チダックの子供である事を知る。
状況を「解決」する為に、チダックは古馴染みの「問題解決係」ジョーを呼び寄せ、犯人との交渉、身代金の運搬を一任するが、元々ロビンの護衛についていた二人は、ロングボー達犯人一味は勿論ジョーも代理母のロビンすらも殺し、チダックが用意した身代金を横取りしようと画策を始めていた。「要は子供が無事ならそれで問題ないはずだろう？」
誘拐犯、代理母の護衛、そして「問題解決係」の３者は、うず高く積み上げられた札束と、代理母が身ごもる赤ん坊を巡り、メキシコの砂漠の只中、寂れた売春宿で対峙する事になる。

## スタッフ
- 監督・脚本：クリストファー・マッカリー
- 製作：ケネス・コーキン

## キャスト
| 役名                     | 俳優                   | 日本語吹替 |
| ------------------------ | ---------------------- | ---------- |
| ロングボー               | ベニチオ・デル・トロ   | 谷口節     |
| パーカー                 | ライアン・フィリップ   | 猪野学     |
| ロビン                   | ジュリエット・ルイス   | 松本梨香   |
| ジェファーズ             | テイ・ディグス         | 伊藤健太郎 |
| オベックス               | ニッキー・カット       | 井上倫宏   |
| ヘイル・チダック         | スコット・ウィルソン   | 長克巳     |
| ジョー・サーノ           | ジェームズ・カーン     | 手塚秀彰   |
| ペインター医師           | ディラン・カスマン     | 遠近孝一   |
| フランチェスカ・チダック | クリスティン・リーマン | 幸田直子   |
| アブナー・マーサー       | ジェフリー・ルイス     | 菅生隆之   |

- その他の吹き替え：星野充昭／長嶝高士／小池亜希子／杉本ゆう

## 解説
- 『ユージュアル・サスペクツ』でアカデミー脚本賞を受賞したクリストファー・マッカリーの初監督作品である。
- 主人公ロングボーとパーカーがホモセクシャルな関係にあることが冒頭のシーンなどで暗喩されている。
- 主人公コンビの名前(パーカーとロングボー)は『明日に向って撃て!』のモデルとして有名な実在の銀行強盗犯二人組ブッチ・キャシディとサンダンス・キッドの本名から名付けられている。